# ديفيد إدوارد سيلرز
ديفيد إدوارد سيلرز (بالإنجليزية: David E. Sellers)‏ هو مهندس معماري أمريكي، ولد في 7 سبتمبر 1938.